# Jupitergigantensäule

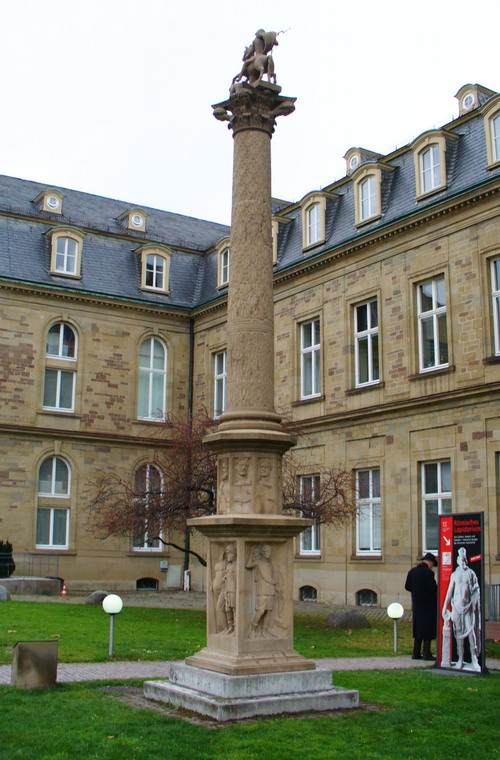
Jupitersäule am Neuen Schloss Stuttgart, Rekonstruktion der Jupitergigantensäule von Hausen an der Zaber

Eine Jupitergigantensäule ist ein bestimmter Typ archäologischer Denkmale aus der Zeit des Römischen Reiches, Zeugnisse der damals verbreiteten synkretistischen gallo-römischen Provinzialreligion. Die meisten Jupitergigantensäulen wurden im 2. und 3. Jahrhundert n. Chr. bei römischen Siedlungen oder Gutshöfen (villae rusticae) in der Provinz Obergermanien aufgestellt. Funde von Jupitergigantensäulen und den ähnlich gestalteten Jupitersäulen gibt es auch in Niedergermanien, dem nördlichen Gallia Belgica und Britannien.

## Ikonographie
Den Sockel der Säule bildet ein Viergötterstein mit wechselnden Kombinationen der dargestellten Götter. Darüber folgt ein Wochengötterstein und eine meist mit Schuppen dekorierte Steinsäule, die von einem (in den überwiegenden Fällen reitenden) Jupiter bekrönt wird, der einen (meist schlangenförmigen) Giganten niederreitet. Die am Kapitell dargestellten Köpfe (Jupitergigantensäule von Walheim) werden entweder als die vier Jahreszeiten oder die vier Tageszeiten (Morgen, Mittag, Abend, Nacht) gedeutet. Die Höhe dieser Säule beträgt in der Regel vier Meter, die Große Mainzer Jupitersäule misst über neun Meter. Die niedergermanischen Jupitersäulen zeigen dagegen meist einen thronenden Jupiter – sie werden daher als Jupitersäulen bezeichnet. Oft waren Altäre vor oder neben den Säulen errichtet und in einem ummauerten Bereich aufgestellt.
Im Zuge der allmählichen Wiederentdeckung der originalen Farbanstriche von antiken Baudenkmälern (vgl. Replikat der Igeler Säule im Rheinischen Landesmuseum Trier) wurde im saarländischen Römermuseum Schwarzenacker eine Rekonstruktion der ursprünglichen Bemalung versucht (siehe Bild).

## Geschichte und Erhaltung
Diesen Säulentypus interpretiert der Historiker Greg Woolf dahingehend, dass sie den Sieg des Jupiter Optimus Maximus („Jupiter, des Besten und Größten“) über das Chaos repräsentieren, erhaben über die anderen Götter und die Menschen, aber den letzteren doch nah verbunden. Die meisten Weihungen stellten nach ihm außerdem persönliche Kulthandlungen dar.
Aufrecht stehende Denkmäler sind in Deutschland nicht erhalten geblieben – man kennt sie nur aus Bodenfunden oder Spolien (wiederverwendete Bildwerke, zum Beispiel Viergöttersteine in christlichen Kirchen). Mitunter hat man in den letzten Jahren Rekonstruktionen von Jupitergigantensäulen an ihren Fundorten oder in der Nähe errichtet (etwa in Ladenburg bei Mannheim, Obernburg am Main, Wiesbaden-Schierstein, Benningen am Neckar, Hausen an der Zaber, Steinsfurt, Berwangen, Stuttgart, Köngen und beim Kastell Saalburg). Die einzige oberirdisch erhaltene Jupitergigantensäule Galliens befindet sich in Cussy-la-Colonne im Département Côte-d’Or in Burgund (siehe Jupitergigantensäule (Cussy-la-Colonne)).
Viele Jupitergigantensäulen im nördlichen Teil des obergermanischen Limeshinterlandes wurden im 3. Jahrhundert n. Chr. zerstört und die Trümmer dann in Gruben oder Brunnen gefüllt („verlocht“). Umstritten ist, wer für diese Zerstörungsmaßnahmen während der sogenannten Reichskrise des 3. Jahrhunderts verantwortlich war. Sowohl germanische Überfälle, die sich in dieser Zeit verstärkt ereigneten, als auch innerrömische Konflikte und Bürgerkriege sind als mögliche Ursachen im Gespräch. Die Verlochung in Brunnen scheint dann in der Regel nicht durch die Plünderer selbst erfolgt zu sein, sondern durch eine separate Personengruppe, die in den geplünderten Arealen aufräumen wollte. Darauf deuten vor allem Verwitterungsspuren an einer 2003 in Frankfurt am Main entdeckten Jupitergigantensäule hin, die anzeigen, dass die Trümmer vor ihrer Entsorgung einige Jahre Wind und Wetter schutzlos ausgesetzt waren.

## Künstlerische Rezeption in der Gegenwart

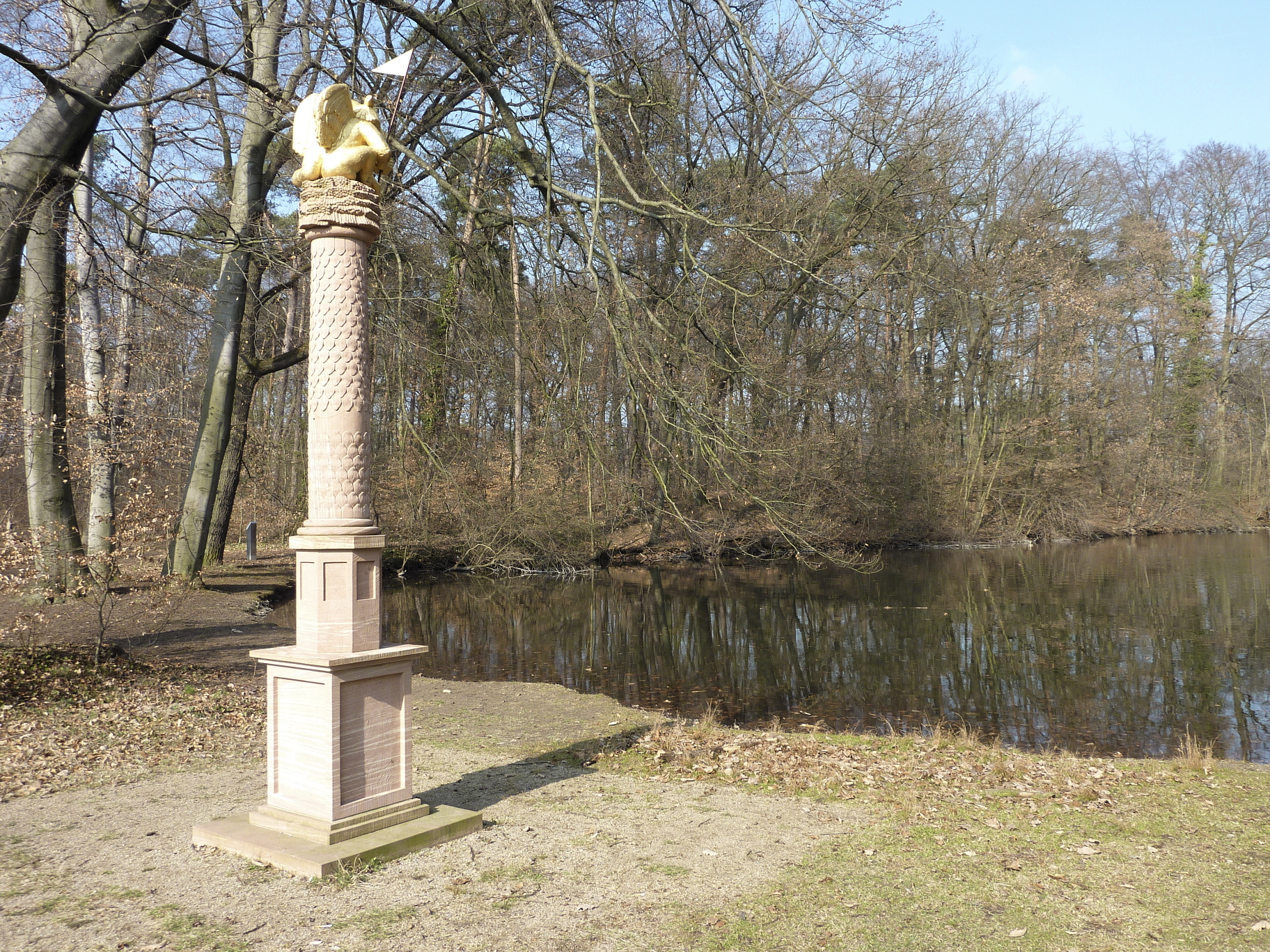
Frankfurter „Jupitersäule“, 2011

Im Frankfurter Stadtwald, am Ufer des Tiroler Weihers, steht seit dem Jahr 2011 eine künstlerische Parodie auf eine Jupitersäule. Auf der etwa vier Meter hohen Säule aus Rotem Mainsandstein thront eine vergoldete Figur des Frankfurter Grüngürteltiers – die vom Zeichner, Autor und Satiriker Robert Gernhardt erfundene Sympathiefigur des Frankfurter Grüngürtels. Die vom Bildhauer Andreas Rohrbach geschaffene Skulptur ist Teil der Reihe Komische Kunst im Frankfurter Grüngürtel.